# Parasyrisca
Parasyrisca là một chi nhện trong họ Gnaphosidae.